# Новые Ключи (Самарская область)
Новые Ключи — село в Кинель-Черкасском районе Самарской области, административный центр сельского поселения Новые Ключи. 

## География
Находится на расстоянии примерно 15 километров по прямой на север от районного центра села Кинель-Черкассы.

## История
Основано во второй четверти XVIII века. В 1845 году была построена церковь. В 1876 году здесь было 370 дворов, в которых проживало 2502 человек. С 1960-х по 1990-е годы работал колхоз «Победа».

## Население
Постоянное население составляло 501 человек (русские 88%) в 2002 году, 444 в 2010 году.